# Clavicoccus
Clavicoccus är ett släkte av insekter. Clavicoccus ingår i familjen ullsköldlöss.
Kladogram enligt Catalogue of Life:
| Clavicoccus | \| \| Clavicoccus erinaceus \| \| \| \| \| \| Clavicoccus tribulus \| \| \| \| |
|             | \| \| Clavicoccus erinaceus \| \| \| \| \| \| Clavicoccus tribulus \| \| \| \| |
|             | Clavicoccus erinaceus                                                          |
|             |                                                                                |
|             | Clavicoccus tribulus                                                           |
|             |                                                                                |